# Dicaeum aeneum
El picaflores de las Salomón (Dicaeum aeneum) es una especie de ave paseriforme de la familia Dicaeidae endémica del archipiélago de las islas Salomón.

## Distribución y hábitat
Se encuentra en las islas del norte y este del archipiélago de las islas Salomón. Su hábitat natural son los bosques húmedos tropicales.